# جایزه بزرگ ژاپن ۱۹۹۳
جایزه بزرگ ژاپن ۱۹۹۳ (انگلیسی: ‎1993 Japanese Grand Prix‎)، که به‌طور رسمی با نام نوزدهمین جایزه بزرگ فوجی تلویژن ژاپن شناخته می‌شود، یک مسابقهٔ موتوری در رشتهٔ اتومبیل‌رانی فرمول یک بود که در تاریخ ۲۴ اکتبر ۱۹۹۳ در پیست سوزوکا واقع در سوزوکا، ژاپن برگزار شد. این گراند پری در میان ۱۶ گراند پری در فصل ۱۹۹۳، مسابقهٔ شمارهٔ ۱۵ بود.
در این مسابقه که در ۵۳ دور و به مسافت ۳۱۰٫۷۹۲ کیلومتر (۱۹۳٫۱۱۷ مایل) برگزار شد، پول پوزیشن توسط آلن پروست کسب شد و سریع‌ترین زمان برای طی یک دور پیست که برابر با ۱:۴۱٫۱۷۶ بود نیز توسط آلن پروست به ثبت رسید.
آیرتون سنا از تیم مک‌لارن-فورد، آلن پروست از تیم ویلیامز-رنو و میکا هاکینن از تیم مک‌لارن-فورد به‌ترتیب مقام‌های اول تا سوم مسابقه را کسب کردند.

## رده‌بندی قهرمانی پس از مسابقه
| جایگاه | راننده         | امتیاز |
| ------ | -------------- | ------ |
| ۱      | آلن پروست      | ۹۳     |
| ۲      | دیمون هیل      | ۶۵     |
| ۳      | آیرتون سنا     | ۶۳     |
| ۴      | میشائیل شوماخر | ۵۲     |
| ۵      | ریکاردو پاتریس | ۲۰     |
| منبع:  |                |        |

| جایگاه | سازنده      | امتیاز |
| ------ | ----------- | ------ |
| ۱      | ویلیامز-رنو | ۱۵۸    |
| ۲      | مک‌لارن-فورد | ۷۴     |
| ۳      | بنتون-فورد  | ۷۲     |
| ۴      | فراری       | ۲۳     |
| ۵      | لیجیه-رنو   | ۲۲     |
| منبع:  |             |        |

یادداشت
- تنها پنج جایگاه نخست از هر رده‌بندی نمایش داده شده‌است.